# Mikroműanyag
A mikroműanyag, vagy más néven mikroplasztik az 5 milliméternél kisebb műanyagdarabokat jelenti. Ezek az apró darabkák a műanyagok bomlási folyamata során keletkeznek a műanyagok szerkezetének szétesésével, melyet első sorban az ultraviola sugarak okoznak, a napsugárzáson keresztül. A műanyag szerkezeti változásának a másik okozója az anyag elöregedése, szerkezetében a kötések megváltozása. A műanyagok fizikai, illetve kémiai folyamatok végeredményeként is aprózódhatnak. Előfordulhatnak a környezetben éppúgy, mint az emberek, vagy az állatok szervezetében. A természetes vizek, az eső, a levegő, de még a talaj is tartalmazhat mikroműanyagokat, akárcsak a táplálék. Eredetük különböző lehet: kozmetikumokból, a ruházatból, csomagolóanyagokból és ipari folyamatok során kerülhetnek a környezetbe. 

## Története
A mikroműanyagok részecskéit először az 1970-es években figyelték meg. A figyelem középpontjába a 2000-es évektől kezdődően kerültek. 

## Keletkezése
Egy részük a mindennapi használati tárgyaink kopásából ered, mely során a különböző műanyag tárgyaink apró méretű darabkákat veszítenek a tömegükből. Példának okáért a személygépjárművek abroncsai a használat során fokozatosan elvékonyodnak, mivel a menet során apró darabkák válnak ki belőlük. Hasonló a helyzet a szintetikus szálasanyagokból készült textíliák használata, illetve mosása során, amikor is apró műanyagszálak húzódnak ki a textíliákból, amelyek a környezetünkbe kerülnek.
A keletkezett mikroműanyagok egy része a keletkezésétől kezdve a környezetet szennyezi, hiszen közvetlenül oda jut ki, míg más részük közvetett módon jut el a környezetig.

## Előfordulása
2019-ben Magyarországon több folyó vizéből mutattak ki a kutatók mikroműanyagokat. Magyarországi halastavak üledékében kilogrammonként 0,4-1,6 részecskét sikerült kimutatniuk kutatóknak, amely egyes tengeri élőhelyek szennnyezettségéhez viszonyítva kifejezetten alacsony érték. A Velencei-lagúnában ennek akár 100, vagy ezerszeresét is ki lehet mutatni. A Dunában 50 részecske/m³, a tavak vizében 5-20 részecske/m³ volt az arány. Az amerikai kutató, Gregory Wetherbee a Sziklás-hegység területén gyűjtött esővíz mintákban mutatott ki mikroműanyagokat, mikroszálakat. Egy másik kutatása során a Pireneusok területén vett mintákból mutatott ki mikroműanyagokat.
Egy kínai tóban 3000 és 25 000 közé tehető a mikroműanyag részecskék aránya a köbméternekénti vízben. Főleg polietilén, polipropilén és polisztirol, azaz a leggyakoribb csomagolóanyagok szennyezik mikroműanyagokkal a magyar vizeket. Kutatók kimutatták, hogy az Ausztrália partjainál fekvő Nagy-korallzátony korallsügéreinek szervezetében is megtalálhatóak a mikroműanyagok. A vízfelszínről begyűjtött 22 minta mindegyike, illetve a korallsügérek közül 60-ból 57 szervezetében találtak mikroműanyagot.
Legfőbb forrásuk a hulladéklerakókba, vagy az illegálisan kihelyezett hulladéklerakókba kerülő hulladék. 
A levegőben lebegő mikroműanyag részecskék belélegzésének, illetve a táplálkozás során a szervezetbe kerülő mikroműanyagok hatásának egészségre és a szervezet működésére gyakorolt következményeit jelenleg nem ismerjük teljes mértékben. A hozzájuk tapadó esetleges szennyezések, mint, amilyenek például a nehézfémek, azonban tovább ronthatják a műanyagok által okozott károsodásokat a szövetekben.